# De Spelbrekers
De Spelbrekers fue un dúo holandés formado por Theo Rekkers y Huub Kok, conocido por su participación en el Festival de la Canción de Eurovisión 1962.

## Años 1940 y años 1950
Rekkers y Kok se conocieron durante la Segunda Guerra Mundial en una fábrica de municiones en Bremen, Alemania, donde trabajaban como trabajadores forzados. Formaron "De Spelbrekers" en 1945, al final de la guerra. Sus primeras grabaciones son de los años 1950, lanzando numerosos singles durante es década, el más exitoso fue "Oh wat ben je mooi" que llegó al nº 5 de las listas holandesas en 1956.

## Festival de Eurovisión
En 1962, "De Spelbrekers" participaron en la selección holandesa para elegir representante en Eurovisión, y ganaron con la canción "Katinka", por lo que representaron a los Países Bajos en el Festival de la Canción de Eurovisión 1962, que se disputó en Luxemburgo el 18 de marzo. Con 16 participantes, "Katinka" fue una de las cuatro canciones (las otras tres fueron las canciones de Bélgica, España y Austria) que no consiguieron puntuar, quedando con cero puntos. Esta fue la primera vez que hubo países que acabaron con cero puntos.  De todas formas, "Katinka" fue un éxito en los Países Bajos, y se ha convertido en una de las canciones más recordadas y reconocidas de las participaciones de los Países Bajos en Eurovisión.

## Carrera posterior
El dúo nunca volvió a alcanzar el éxito conseguido con "Oh wat ben je mooi" y "Katinka", y tras años donde su carrera disminuía en popularidad, decidieron a mediados de los 70 dedicarse a la gestión de la carrera de otros artistas como André van Duin, Ben Cramer y Saskia & Serge.